# 15區
《15區》（英語：Range 15）是一部2016年美國群戲恐怖喜劇動作獨立電影，由羅斯·帕特森執導和監製，並與Billy Jay、Nick Palmisciano共同撰寫劇本。本片為Indiegogo平台上第四高的眾包電影。
《15區》是與美國老兵和服裝公司Ranger Up和Art 15 Clothing的工作人員合作製作。電影主演包括Mat Best、西恩·艾斯汀、蘭迪·寇楚、凱斯·大衛、明迪·羅賓遜、達爾·戴、羅恩·傑里米、威廉·沙特納和丹尼·崔喬。本片於2016年6月15日在美國上映。

## 劇情
故事敘述五名老兵在狂歡派對夜享受時，他們接獲了美國政府的訊息，原來殭屍疫情已蔓延美國，使整個國家陷入末日般的慘況。他們必須利用自己豐富的實戰經驗來與其對抗、拯救被殭屍入侵的世界。

## 演員
- Mat Best 飾 他自己[註 1]
- 西恩·艾斯汀 飾 飛行員葛雷斯比
- 蘭迪·寇楚 飾 他自己
- 凱斯·大衛 飾 霍洛威上校
- 明迪·羅賓遜 飾 伊莉莎
- 達爾·戴 飾 馬提斯總裁
- 羅恩·傑里米 飾 羅恩·傑里米
- 馬丁·科勒巴 飾 殭屍科勒巴
- 吉姆·歐海爾 飾 科學家海瑟威
- 羅斯·帕特森（英语：Ross Patterson） 飾 吉恩·范德納姆
- 威廉·沙特納 飾 李察·金德勒
- 丹尼·崔喬 飾 殭屍崔喬
- Jack Mandaville 飾 他自己
- Nick Palmisciano 飾 他自己[註 2]

## 發行
電影於2016年5月27日在華盛頓特區的GI影展上作全球首映，該片獲得了2016年GI票選電影獎。電影定於2016年6月15日在全美上映。

## 備註
1. ↑  Article 15 Clothing的CEO和創始人。
2. ↑  Ranger Up的創始人。

## 外部連結
- 官方网站
- 互联网电影数据库（IMDb）上《15區》的资料（英文）
- Range 15 Announcement Video（页面存档备份，存于）
- Range 15 Indiegogo Campaign Page（页面存档备份，存于）